# Les Deux Sagesses
 (octobre 2020).

Les Deux Sagesses (Kitab e jamil'al Hikmatayn) est un livre de Nasir e Khosraw, l'un des plus importants traités ismaéliens de langue persane, antérieur à la réforme d'Alamut. Le traité consiste en une réponse argumentée à la qasida d'Abu'l Haitham (philosophe et poète ismaélien du Xe siècle), laquelle, dit Nasir « se compose de 82 distiques contenant 91 questions, tant philosophiques que logiques, physiques, grammaticales, théosophiques ou exégétiques ».
Le projet de Nasir consiste à montrer l'« harmonie de la philosophie grecque et de la théosophie ismaélienne. » Même si l'accord entre les deux sagesses se limitera, pour l'essentiel, à appliquer la logique et les catégories d'Aristote à la thématique ismaélienne pour en renforcer la cohérence et la rationalité, on doit se souvenir que ce projet anticipe d'un siècle le Guide des égarés de Maïmonide et de deux siècles la Somme théologique de Thomas d'Aquin. Nasir souligne donc à juste titre le caractère « nouveau » de ce projet.

## Doctrine du Tawhid
Après l'exposé « Des motifs qui ont déterminé la composition de ce livre et son titre » et avant le commentaire de la qasida, Nasir expose dans un chapitre très dense la doctrine du Tawhid, sur l'unité/unicité divine. 
Il accuse d'abord les littéralistes exotéristes partisans de la lettre, d'attribuer à Dieu des attributs créaturels cités dans le Coran, faute d'en saisir le sens spirituel. Ils sont anthropomorhiques et blasphémateurs. Pour lui, les littéralistes sont des polythéistes qui s'ignorent. En émettant ce jugement acerbe et lapidaire, Nasir ne fait que retourner contre leurs auteurs, les attaques dont les ismaéliens sont ordinairement la cible.
Moins sévère avec les mutazilites qui donnent un fondement rationnel à la connaissance de Dieu, il critique cependant l'attitude qui consiste à atteindre cette connaissance par ses propres forces au lieu de les appliquer à l'interprétation du Livre et de la Loi (Charia).
Il réfute également la doctrine qui associe différents attributs à l'essence divine, car la doctrine de l'unité divine ainsi conçue n'aboutit pas à l'unification de l'Un, mais à sa multiplication.

## Philosophie de la Nature
Exposant la doctrine des Sages grecs, « de Socrate et Empédocle à Platon et Aristote », il insiste particulièrement sur le lien qui unit l'âme rationnelle particulière à l'Âme Universelle. S'appuyant sur la distinction d'Aristote entre forme et matière, il voit dans l'âme du monde la gardienne des formes de la Nature. C'est l'âme du monde qui confère à la nature son « immense sagesse ». C'est encore elle à qui l'on doit « la création de l'âme individuelle pensante dans le temple humain », elle par qui s'opère toutes les transformations et transmutations. « L'Âme universelle procède de l'Intelligence universelle par la puissance de l'Impératif créateur ». Par cet impératif, le monde est mis en demeure d'être à partir de rien. La création résulte donc d'une seule Parole : Sois ! Le Verbe de Dieu mis à l'impératif est l'acte de langage suprême par lequel Dieu a créé le monde. Cette instauration primordiale (Ibda) est confirmée et attestée par le fait que la nature réalise l'intention du Créateur.  Le monde n'est donc pas seulement créé, mais ordonné. Cet ordre ne provient pas de l'essence du Créateur, mais de sa volonté. C'est cette volonté divine qui exerce une contrainte sur les choses en les poussant à être selon un ordre impératif. C'est pourquoi apparaissent successivement l'Intelligence, puis l'Âme, puis la matière. La matière est une suite de tablettes universelles sur laquelle Dieu imprime des tracés divins qui sont les formes de la Nature. Pour Nasir, le Livre qui ne renferme aucun doute ne désigne aucunement le Coran, comme le pensent les pieux littéralistes, « mais bien la création tout entière ». Le premier Livre de Dieu est donc le monde et le Coran le livre second. 
La doctrine de l'Ibda ainsi exposée permet de comprendre pourquoi, dans l'Ismaélisme, la philosophie de la Nature occupe une place primordiale. 

## Gnoséologie
Le deuxième thème crucial de l'ouvrage est la gnoséologie qui englobe et justifie la prophétologie et l'imamologie. 
Comme « la perfection de l'âme s'effectue par la connaissance à travers cette œuvre grandiose qu'est l'univers », la gnoséologie retrace « la procession de l'âme, de la déficience à la perfection » qui s'effectue grâce à l'effusion de l'Intelligence universelle. Cette effusion est toutefois rare et c'est pourquoi, en près de 7000 ans, « seuls six hommes susceptibles de conduire une partie de l'humanité sont venus : Adam, Noé, Abraham, Moïse, Jésus et Mahomet ». Mais, comme aucun homme n'a encore reçu la totalité de l'Intelligence, elle n'a pu jusqu'ici s'étendre à l'humanité entière. Le « Messie » appelé selon les traditions Mahdi, « le Guidé », « le Résurrecteur », est « l'Homme Parfait » par l'intermédiaire duquel l'Âme universelle pourra enfin recevoir la totalité de l'effusion de l'Intelligence universelle. C'est « cet Homme parfait même qui, s'imposant en chef sur l'humanité tout entière, viendra clore le cycle ». En l'attendant, chaque homme participe, dans la mesure de sa réceptivité à l'influx de la procession des Intelligences de la même manière  que les sept métaux participent à l'influx des sept planètes. Sur terre, cette procession des Intelligences est symbolisée par la hiérarchie de la Convocation ismaélienne comportant sept degrés : le Prophète, le Légataire spirituel (Ali), le Guide spirituel (l'Imam), le Garant, le Missionnaire, le Licencié et « celui qui a répondu à l'Appel, le Mostajîb ». « En effet, si tous les humains n'arrivent pas tous au degré de la Prophétie, chacun des membres de la hiérarchie de la Convocation reçoit cependant une part des Lumières prééternelles - qui sont les astres spirituels - et de la subtilité qui en émane ».
Tout au long de ses démonstrations, Nasir ne cessera de mettre la preuve logique aristotélicienne au service des correspondances physiques et métaphysiques qui solidarisent le ciel astronomique où brillent les « sept illustres luminaires » avec les cieux ésotériques où brillent les « sept luminaires de la Prophétie », du premier homme qui ouvre le cycle (Adam) jusqu'au dernier qui le referme (le Mahdi).

## Note
1. ↑  Sous-titre proposé par H. Corbin dans son importante Étude préliminaire à l'édition persane.